# Tortorici
Tortorici ist eine Stadt der Metropolitanstadt Messina in der Region Sizilien in Italien mit 5630 Einwohnern (Stand 31. Dezember 2023).

## Lage und Daten
Tortorici liegt 109 km westlich von Messina. Die Einwohner leben hauptsächlich von der Landwirtschaft, von der Viehzucht oder vom Handwerk (Glockengießerei). 
Die Nachbargemeinden sind: Bronte, Castell’Umberto, Floresta, Galati Mamertino, Longi, Randazzo, San Salvatore di Fitalia, Sinagra und Ucria.

## Geschichte
Der Ort existiert seit dem 12. Jahrhundert. Es war ein abhängiger Teil der Diözese Messina. 1682 und 1754 wurde der Ort von Unwettern stark beschädigt.

## Sehenswürdigkeiten
- Glockengießerei Trusso mit Ausstellungen zur Geschichte der Glockengießerei
- Kirche San Nicolo
- Pfarrkirche mit einem Hauptportal von 1798
- Kirche della Badia aus dem 16. Jahrhundert